# ノーマン・マンリー
ノーマン・ワシントン・マンリー（Norman Washington Manley、1893年7月4日 - 1969年9月2日）は、ジャマイカの政治家。
1920年代のジャマイカで弁護士になる。 いとこであるアレクサンダー・バスタマンテと共に、1944年、英領ジャマイカに与えられた国民参政権を支持した。
1938年、後に英国労働組合と国民労働者組合と手を結び、左翼的な人民国家党（People's National Party, PNP）を創設する。バスタマンテと共に、1944年から1967年までの選挙の際にPNPを導いた。彼らの努力は、1944年に新憲法を制定し、国民に普通選挙権を付与した。1955年から1959年まで英領ジャマイカの首相（Chief Minister）を務め、1959年から1962年までジャマイカ首相としての役目を果たした。西インド連邦への参加の提案者だったが、1961年の国民投票によって辞退した。
次男は第4代ジャマイカ首相マイケル・マンリー。

## 略歴
ジャマイカのマンチェスター教区ロックスボロー（Roxborough）で、1893年7月4日に生まれた。家族は混血で、母方の家系に白人と黒人の両方がいた。若い頃は成績優秀で運動もよくできた。第一次世界大戦では大英帝国軍人として戦い、後に弁護士としてジャマイカに戻る。1938年の労働争議で労働者のために働き、時間を費やして支持を得た。
マンリーと人民国家党はバスタマンテによって指導された労働組合運動を支持すると共に、英国に普通選挙権を要求した。彼は1958年に確立された西インド諸島連邦への参加の強い支持者だったが、バスタマンテとジャマイカ労働党 (JLP) がこれに反対し、国民投票によってジャマイカ労働党が民主的に支持された。この後、数多くの委員会の議長を務めて、イギリスからのジャマイカの独立を交渉した。
1969年9月2日に死去。その直前、バスタマンテ、ブラック・ナショナリストのマーカス・ガーベイ、19世紀の反逆者ポール・ボーグル、および19世紀の政治家ジョージ・ウィリアム・ゴードンと共にジャマイカの国民的英雄に選ばれた。1973年、キングストンのキングストン国際空港は彼の功績をたたえ、ノーマン・マンレー国際空港と改名された。